# Neolamprologus buescheri
Neolamprologus buescheri là một loài cá thuộc họ Cichlidae. Nó được tìm thấy ở Cộng hòa Dân chủ Congo và Zambia. Nó là loài đặc hữu của hồ Tanganyika.